# Ron McCroby
Ron McCroby (19 octobre 1933 – 5 août 2002), de son nom complet Ronald Abbott McCroby, est un musicien clarinettiste américain réputé maître dans l'art du sifflement de jazz. Révélé sur le tard, il se produit de 1981 à 2002. Sa maîtrise technique du sifflement lui permet d'imiter les lignes des musiciens de bebop avec une clarté qui donne l'impression qu'il joue d'un piccolo, d'où le nom de sa pratique : le « puccolo », un néologisme formé à partir de « piccolo » et de « pucker ». Il fait partie des pionniers à avoir élevé le sifflement à un niveau orchestral.

## Biographie
Ron McCroby, fils de barbier, grandi à Morgantown, en Virginie-Occidentale. Il apprend la musique avec un ancien membre de l'orchestre de John Philip Sousa et joue de la clarinette dans l'orchestre du lycée. Son talent de siffleur est déjà présent, il remplace alors le joueur de piccolo dans la formation Stars and Stripes Forever lors de ses arrêts maladie. Il étudie la musique et se spécialise en composition à l'Université de Virginie-Occidentale. Mais il se marie rapidement et entame une carrière de publicitaire dans une agence de Cincinnati où il canalise ses talents musicaux dans la composition, l'arrangement et la production de publicités pour la radio et la télévision. De façon plus anecdotique, il joue la voix off d'un pingouin siffleur dans un épisode du dessin animé Scooby-Doo,,.

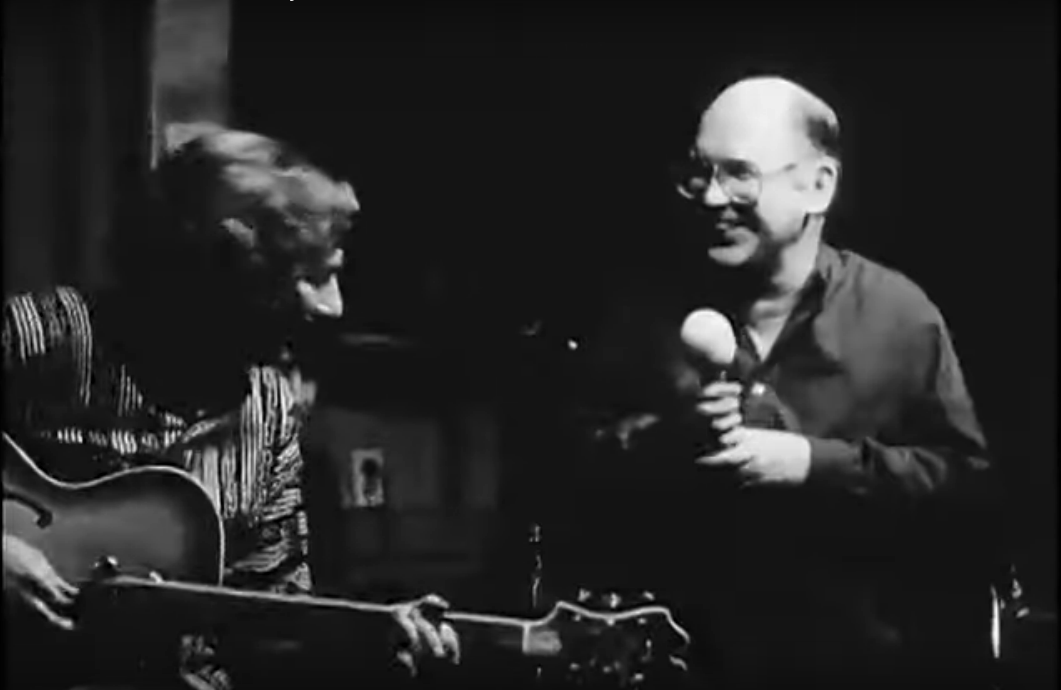
Ron McCroby sifflant au Blue Wisp Jazz Club de Cincinnati en 1981.

À la fin des années soixante-dix, Ron McCroby est un cadre publicitaire de l'entreprise Little Tikes de bientôt cinquante ans, marié et père de 6 enfants. Il joue à titre d'amateur en tant que clarinettiste, saxophoniste ou flûtiste dans des groupes de jazz et dirige la chorale locale. En1981, sur les conseils de sa compagne, il se produit dans un club de musique de Cincinnati. Il y siffle ce qu'il nomme le « pucculo », un néologisme composé de l'anglais « pucker whistling » pouvant se traduire par sifflement par pincement des lèvres et piccolo, une petite flûte traversière. Très apprécié du public, il est rapidement invité sur l’émission de télévision de Johnny Carson, The Tonight Show qui lui donne une grande visibilité. Dès lors, il se produit dans de nombreux festivals de jazz tels que les ceux de Newport et Monterey ou encore le festival de musique à Pori, en Finlande. Toujours en 1981, il enregistre son premier album pour Concord Jazz intitulé « Ron McCroby Plays Puccolo », avec un quartet de soutien comprenant le flûtiste Sam Most, le pianiste Bill Mays, le bassiste Bob Magnusson et le batteur Jeff Hamilton. Un deuxième opus Concord, « The Other Whistler », paraît en 1984, suivi d'un troisième en 1985 nommé « Ron McCroby With The Arion Consort ». Dans ses albums, Ron McCroby siffle des standards du jazz ou de musique classique sur des thèmes allant de Blue Rondo a la Turk à Vivaldi en passant par Andy Griffith,,. 
À partir de 1985, Ron McCroby est un musicien reconnu des cercles de jazz. Il est réputé pour être particulièrement perfectionniste et exigeant envers lui-même comme avec ses partenaires. Il devient semi-retraité de son ancien emploi, travaille en tant que consultant et dirige également sa propre entreprise de jingle, RAM Productions. Il prête sa voix pour plusieurs campagnes publicitaires notamment dans le rôle de l'ours Tenderheart pour la série de cartes de vœux The Care Bears, ainsi que pour un jeu vidéo Winnie the Pooh,. Sa compagne devient son impresario. Il joue avec de grands noms du jazz tels que Erich Kunzel, Frankie Laine et se produit dans de nombreux lieux classiques et en compagnie de formations réputées comme l'orchestre symphonique de Cincinnati et l'orchestre philharmonique de New York. En 2001, il se rend aux Pays-Bas et enregistre un quatrième et dernier disque intitulé « Twolips From Holland » avec le Hans Mantel Trio. Il meurt le 5 août 2002 d'une crise cardiaque,.

## Réception critique
Les critiques qualifient ses prestations de « brillantes » et considèrent les notes de son sifflement comme « riches et pures ». Ses improvisations, souvent sur des classiques du jazz tels If You Could See Me Now ou Boplicity, sont qualifiées de « musicalement impressionnantes » et de « virtuoses ». Son solo sur le morceau Cherokee démontre sa connaissance du Bebop. Il est doté d'une intonation sûre et d'une parfaite maîtrise technique. Le musicien brésilien, cofondateur du genre bossa nova Antonio Carlos Jobim le gratifie d'un « el mejor silbador del mundo » (le meilleur siffleur du monde),.
Ron McCroby fait partie, aux côtés de Jack Cohen et de Peter Hassell, des figures clefs de la fin du XXe siècle ayant élevé le sifflement au niveau orchestral, c'est-à-dire de musiciens qui considèrent le sifflement comme un instrument de musique d'art à part entière. Il est le premier à appliquer cette approche au jazz. Ce n'est qu'à partir de sa mort, au début des années 2000, que le sifflement devient un mouvement artistique organisé en Amérique du Nord,. 

## Discographie
Selon Discogs et AllMusic : 